# Profesionalen Futbolen Klub Botev Plovdiv 2009-2010
Questa voce raccoglie le informazioni riguardanti il Profesionalen Futbolen Klub Botev Plovdiv nelle competizioni ufficiali della stagione 2009-2010.

## Stagione
Nella stagione 2009-2010 il Botev Plovdiv ha disputato l'A PFG, massima serie del campionato bulgaro di calcio, terminando la stagione al sedicesimo ed ultimo posto con 1 punto conquistato in 30 giornate, frutto di 1 vittorie, 4 pareggi e 25 sconfitte, più una penalizzazione di sei punti per irregolarità amministrative. È stato espulso dal campionato nel corso della pausa invernale per non essere stato in grado di rispettare i criteri minimi per la partecipazione al campionato stesso e tutte le partite successive sono state date perse per 0-3 a tavolino. Nella Kupa na Bălgarija il Botev Plovdiv è sceso in campo dal secondo turno, venendo subito eliminato dal Lokomotiv Sofia.

## Rosa
| N. |                     | Ruolo | Calciatore           |
| -- | ------------------- | ----- | -------------------- |
| 1  | Bulgaria (bandiera) | P     | Stojan Velev         |
| 2  | Bulgaria (bandiera) | D     | Vasil Vasilev (cap.) |
| 3  | Italia (bandiera)   | C     | Ciro Sirignano       |
| 4  | Italia (bandiera)   | C     | Marco Di Paolo       |
| 5  | Bulgaria (bandiera) | D     | Stojan Angelov       |
| 6  | Italia (bandiera)   | D     | Marco D'Argenio      |
| 7  | Bulgaria (bandiera) | C     | Boris Blagoev        |
| 8  | Ghana (bandiera)    | A     | Erick Kabu           |
| 9  | Bulgaria (bandiera) | C     | Hristo Stalev        |
| 11 | Italia (bandiera)   | A     | Alan Carlet          |
| 12 | Bulgaria (bandiera) | P     | Rumen Popov          |
| 13 | Bulgaria (bandiera) | D     | Chudomir Grigorov    |
| 14 | Bulgaria (bandiera) | C     | Ilian Jordanov       |
| 15 | Italia (bandiera)   | C     | Gilberto Zanoletti   |

| N. |                     | Ruolo | Calciatore          |
| -- | ------------------- | ----- | ------------------- |
| 16 | Bulgaria (bandiera) | C     | Stojan Grigorski    |
| 17 | Italia (bandiera)   | D     | Fabio Tinazzi       |
| 19 | Bulgaria (bandiera) | C     | Dimităr Vitanov     |
| 20 | Bulgaria (bandiera) | C     | Vasil Kochev        |
| 22 | Bulgaria (bandiera) | P     | Ventsislav Velinov  |
| 23 | Italia (bandiera)   | C     | Massimiliano Brizzi |
| 25 | Nigeria (bandiera)  | D     | Daniel Ola          |
| 26 | Bulgaria (bandiera) | C     | Jordan Etov         |
| 33 | Bulgaria (bandiera) | D     | Todor Todorov       |
| 34 | Bulgaria (bandiera) | A     | Petko Vasilev       |
| 35 | Bulgaria (bandiera) | D     | Nikolaj Aleksandrov |
| 52 | Bulgaria (bandiera) | D     | Anton Vergilov      |
| 69 | Italia (bandiera)   | P     | Luca Brignoli       |

## Statistiche

### Statistiche di squadra
| Competizione      | Punti | In casa | In casa | In casa | In casa | In casa | In casa | In trasferta | In trasferta | In trasferta | In trasferta | In trasferta | In trasferta | Totale | Totale | Totale | Totale | Totale | Totale | DR  |
| Competizione      | Punti | G       | V       | N       | P       | Gf      | Gs      | G            | V            | N            | P            | Gf           | Gs           | G      | V      | N      | P      | Gf     | Gs     | DR  |
| ----------------- | ----- | ------- | ------- | ------- | ------- | ------- | ------- | ------------ | ------------ | ------------ | ------------ | ------------ | ------------ | ------ | ------ | ------ | ------ | ------ | ------ | --- |
| A PFG             | 1     | 15      | 1       | 2       | 12      | 6       | 35      | 15           | 0            | 2            | 13           | 6            | 43           | 30     | 1      | 4      | 25     | 12     | 78     | -66 |
| Kupa na Bălgarija | -     | -       | -       | -       | -       | -       | -       | 1            | 0            | 0            | 1            | 1            | 2            | 1      | 0      | 0      | 1      | 1      | 2      | -1  |
| Totale            | -     | 1       | 2       | 12      | 6       | 35      | 16      | 0            | 2            | 14           | 7            | 45           | 31           | 1      | 4      | 26     | 13     | 80     | -67    |     |